# Shin-chan
Shin-chan (jap. クレヨンしんちゃん Kureyon Shin-chan) – manga i anime autorstwa Yoshito Usui, opowiadająca o przygodach pięcioletniego Shin-chana. Seria początkowo ukazywała się w japońskim magazynie „Shūkan Manga Action”, później została zaadaptowana na serial animowany.
Styl animacji charakteryzuje się drobną nienaturalnością twarzy postaci (najczęściej wydłużonych) oraz ruchami, które również odbiegają od normalności (co jest charakterystycznie dla wczesnego stylu anime). Jeden odcinek serialu zawiera trzy epizody trwające około pięciu minut najczęściej powiązane ze sobą (jeden epizod jest kontynuacją poprzedniego).

## Fabuła
Serial przedstawia przygody pięcioletniego Shin-chana, na pozór zwykłego przedszkolaka. Jednak jego anormalność sprawia, że przytrafia mu się mnóstwo różnorakich przygód.

## Bohaterowie
Shin-chan Nohara (Shinnosuke Nohara)Główny bohater serialu, kilkuletni chłopiec skandalizujący swoim zachowaniem. Jeżeli jednak pozna się go odrobinę bliżej, okazuje się, że do „normalności” bardzo mu daleko: nie krępuje się obnażać przed każdą napotkaną osobą, ugania się za młodymi kobietami, a gdy rodzicielki nie ma w domu, ogląda pisma pornograficzne. Mimo wszystko bardzo dziecinny, jest wielkim fanem Zamaskowanego Muchacho oraz uczuciowy: płacze, gdy ojciec nie dotrzymuje danego słowa, a gdy Lucky rozchorowuje się, jest bardzo o niego zaniepokojony.
Mitsy Nohara (Misae Nohara)Mama Shin-chana, usilnie próbująca doprowadzić syna do normalności (nie waha się użyć siły), jednak bezskutecznie. Zachowania Shina bardzo często wyprowadzają ją z równowagi i załamują. Obiektywnie jest najnormalniejszą osobą w domu, pełni na swój sposób rolę głowy rodziny, ponieważ Shin i Harry czują przed nią respekt. Uważa się za dobrą kucharkę, czego raczej nie potwierdza reszta rodziny.
Harry Nohara (Hiroshi Nohara)Tata Shin-chana, pracownik biurowy, który zwykle bardzo późno wraca z pracy, licząc wtedy na kolację. Stara się unikać spędzania wolnego czasu z rodziną, tłumacząc to dodatkowymi godzinami w pracy, co bardzo denerwuje Mitsy. Często popiera Shina w drobnych sprawach.
Daisy Nohara (Himawari Nohara)Młodsza siostra Shin-chana.
Cosmo (Kazama Tōru)Kolega Shin-chana z przedszkola, prymus. Jest niezwykle poważny i inteligentny, bardzo drażni go „dziecinne” zachowanie Shina.
Nini Sakurada (Nene Sakurada)Przyjaciółka Shin-chana z przedszkola.
Bō (Masao Satō)Przyjaciel Shin-chana, niezbyt bystry, z nosa zawsze zwisa mu wielki smark.
pani Dori Snell (Midori Yoshinaga)Wychowawczyni Shin-chana, która bardzo chciałaby zdobyć chłopaka, w czym przeszkadza jej pojawiający się na jej randkach Shin-chan. Nieustannie rywalizuje z panią Umą.
pan EnzoDyrektor przedszkola do którego uczęszcza Shin-chan. Miał kłopoty z mafią, przez co objęty został programem ochrony świadków, z tego powodu nazywany jest przez Shin-chana gangsterem, co doprowadza go do szału.
pani Umawychowawczyni w przedszkolu Shina, rywalizująca z panną Dori. Bardzo zależy jej na pozytywnej opinii innych.
dziadek GaryOjciec Harry’ego Nohary, krzepki staruszek o wielkim poczuciu humoru i fantazji, skory do wygłupów i nieodpowiedzialnych zachowań na poziomie Shin-chana, którego ten jest ulubionym członkiem rodziny oraz idolem, dla jego rodziców zaś źródłem frustracji.
Lucky (Shiro)pies Shin-chana.

## Filmy pełnometrażowe
Dotychczas powstało 27 pełnometrażowych filmów o Shin-chanie:
- 1993: Kureyon Shin-chan: Akushon Kamen vs Haigure Maō (クレヨンしんちゃん アクション仮面vsハイグレ魔王)
- 1994: Kureyon Shin-chan: Buriburi ōkoku-no hihō (クレヨンしんちゃん ブリブリ王国の秘宝)
- 1995: Kureyon Shin-chan: Unkokusai-no yabō (クレヨンしんちゃん 雲黒斎の野望)
- 1996: Kureyon Shin-chan: Hendārando-no daibōken (クレヨンしんちゃん ヘンダーランドの大冒険)
- 1997: Kureyon Shin-chan ankoku Tamatama daitsuiseki (クレヨンしんちゃん 暗黒タマタマ大追跡)
- 1998: Kureyon Shin-chan: Dengeki! Buta-no hizume daisakusen (クレヨンしんちゃん 電撃！ブタのヒヅメ大作戦)
- 1999: Kureyon Shin-chan: Bakuhatsu! Onsen wakuwaku kessen, kureshin paradaisu! Meido in Saitama (クレヨンしんちゃん 爆発！温泉わくわく大決戦、クレしんパラダイス！メイド・イン・埼玉)
- 2000: Kureyon Shin-chan: Arashi-o yobu janguru (クレヨンしんちゃん 嵐を呼ぶジャングル)
- 2001: Kureyon Shin-chan: Arashi-o yobu eikō-no yakiniku rōdo (クレヨンしんちゃん 嵐を呼ぶ 栄光のヤキニクロード)
- 2002: Kureyon Shin-chan: Arashi-o yobu appare! Sengoku daikassen (クレヨンしんちゃん 嵐を呼ぶ アッパレ！戦国大合戦)
- 2003: Kureyon Shin-chan: Arashi-o yobu mōretsu! Otona teikoku-no gyakushū (クレヨンしんちゃん 嵐を呼ぶ モーレツ！オトナ帝国の逆襲)
- 2004: Kureyon Shin-chan: Arashi-o yobu yūhi-no Kasukabe bōizu (クレヨンしんちゃん 嵐を呼ぶ 夕陽のカスカベボーイズ)
- 2005: Kureyon Shin-chan: Densetsu-o yobu odore Buriburi 3 pun dai shingeki (映画 クレヨンしんちゃん　伝説を呼ぶ　ブリブリ　３分ポッキリ大進撃)
- 2006: Kureyon Shin-chan: Densetsu-o yobu odore! Amīgo! (映画 クレヨンしんちゃん　伝説を呼ぶ　踊れ！アミーゴ！)
- 2007: Kureyon Shin-chan: Arashi-o yobu utau ketsu dake bakudan! (映画 クレヨンしんちゃん 嵐を呼ぶ歌うケツだけ爆弾)
- 2008: Kureyon Shin-chan: Arashi-o yobu: Kinpoko no yūsha (クレヨンしんちゃん　ちょー嵐を呼ぶ　金矛の勇者)
- 2009: Kureyon Shin-chan: Otakebe! Kasukabe yasei ōkoku (クレヨンしんちゃん オタケベ！カスカベ野生王国)
- 2010: Kureyon Shin-chan: Chōjikū! Arashi-o yobu ora-no hanayome (クレヨンしんちゃん 超時空！嵐を呼ぶオラの花嫁)
- 2011: Kureyon Shin-chan: Arashi-o yobu ōgon-no supai daisakusen (クレヨンしんちゃん 嵐を呼ぶ黄金のスパイ大作戦)
- 2012: Kureyon Shin-chan: Arashi-o yobu! Ora-to uchū-no purinsesu (クレヨンしんちゃん 嵐を呼ぶ!オラと宇宙のプリンセス)
- 2013: Kureyon Shin-chan: Bakauma! B-kyū gurume sabaibaru!! (クレヨンしんちゃん バカうまっ！ Ｂ級グルメサバイバル！！)
- 2014: Kureyon Shin-chan: Gachinko! Gyakushu no ROBO to-chan (jap. クレヨンしんちゃん: ガチンコ!逆襲のロボ とーちゃん)
- 2015: Kureyon Shin-chan: Ora no hikkoshi monogatari saboten dai shūgeki! (jap. クレヨンしんちゃん: オラの引っ越し物語 サボテン大襲撃！)
- 2016: Kureyon Shin-chan: Bakusui! Yumemi-Wārudo daitotsugeki! (jap. クレヨンしんちゃん: 爆睡 ！ ユメミーワールド大突撃！)
- 2017: Kureyon Shin-chan: Shūrai!! Uchūjin shiriri (jap. クレヨンしんちゃん: 襲来！！宇宙人シリリ)
- 2018: Kureyon Shin-chan: Bakumori! Kanfū Bōizu ~Rāmen tairan~ (jap. 映画クレヨンしんちゃん 爆盛！カンフーボーイズ ～拉麺大乱～)
- 2019: Kureyon Shin-chan: Shinkon ryokō Harikēn ~Ushinawareta hiroshi~ (jap. 映画クレヨンしんちゃん 新婚旅行ハリケーン ～失われたひろし～)